# Lupi Grigi

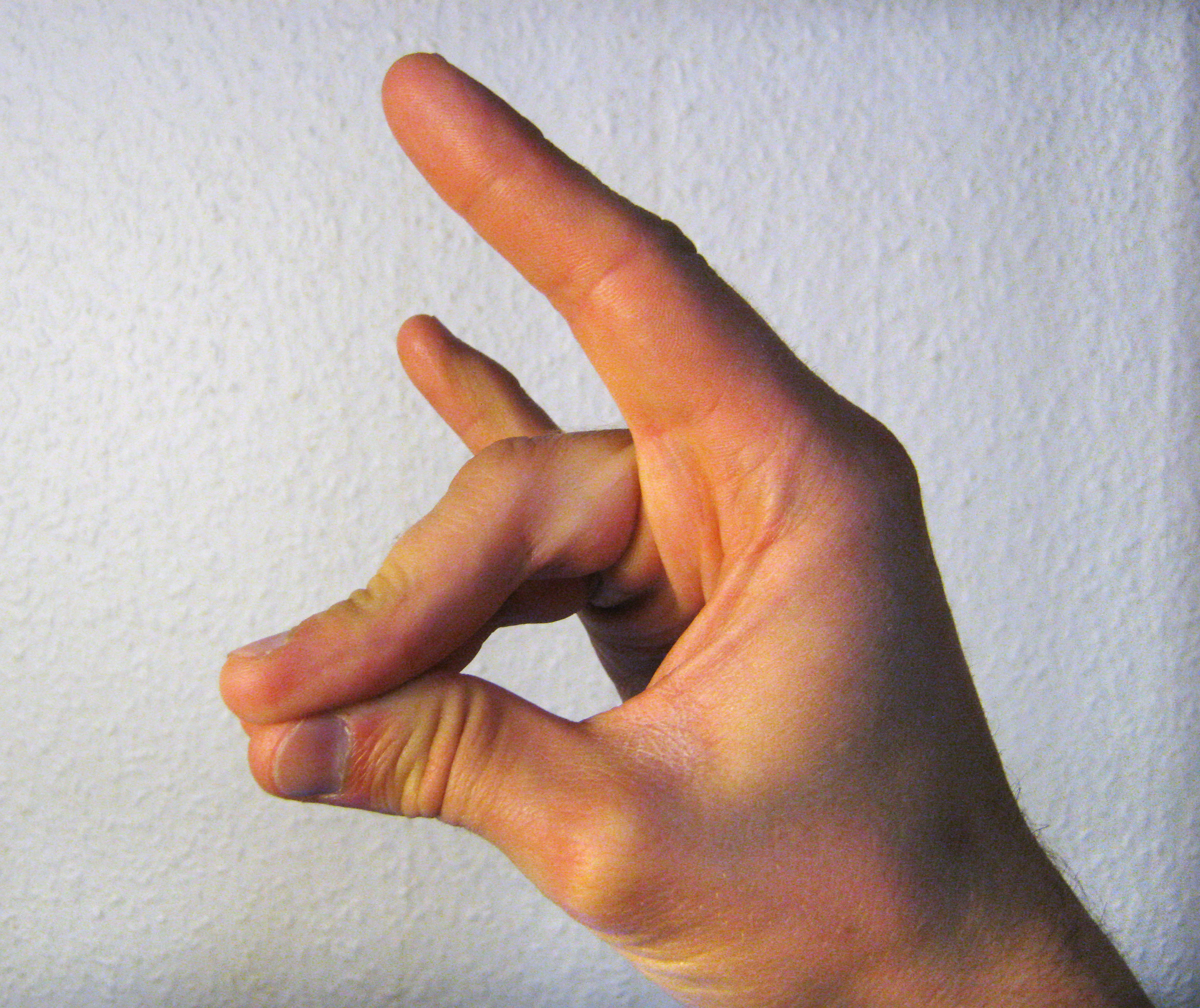
Il “Segno del Lupo”, tipico saluto dei Lupi Grigi, bandito in Austria dal febbraio 2019.

Bandiera del Partito del Movimento Nazionalista (MHP) della quale esistono versioni anche con una tughra (sigillo) della basmala, la “Lupa che ulula alla Luna” e la Mezzaluna con la Stella.

I Lupi Grigi (Bozkurtlar in turco, noti col nome ufficiale di Ülkücüler, lett. "idealisti") sono un movimento estremista nazionalista turco che ha tra i suoi fondamenti ideologici l'ideale del panturchismo (o turanismo, cioè l'unione di tutte le popolazioni di cultura turca), la xenofobia nei confronti delle minoranze etnico-religiose in Turchia e un generale atteggiamento militarista.
I Lupi Grigi sono ritenuti responsabili di una serie di attentanti terroristici in Turchia e all'estero, compreso quello a papa Giovanni Paolo II, che diede notorietà internazionale al gruppo. Sembra, infatti, che facesse parte dei Lupi Grigi anche il terrorista Mehmet Ali Ağca, l'attentatore di papa Wojtyła. Secondo alcune ipotesi, i Lupi Grigi sarebbero anche dietro la scomparsa di Emanuela Orlandi, rapita per ottenere la liberazione di Ali Ağca.

## La storia
I Lupi Grigi costituivano il movimento giovanile e paramilitare del partito MHP (Milliyetçi Hareket Partisi, Partito del Movimento Nazionalista), fondato dal colonnello Alparslan Türkeş, ed erano guidati da Abdullah Çatlı, che morì nel 1996 in un incidente automobilistico a Susurluk insieme a Hüseyin Kocadağ, vicecapo della polizia di Istanbul, mentre trasportava armi.
Il movimento fu protagonista di un'ondata di violenze che negli anni '70 provocarono oltre 5.000 morti in Turchia, dando inizio a scontri con gruppi di sinistra e a disordini, con 20-30 assassinii al giorno di attivisti di sinistra e liberali, intellettuali, curdi, funzionari e giornalisti. Il conflitto tra gruppi di sinistra e di destra alla fine sfociò in un colpo di stato nel settembre 1980, quando il generale Kenan Evren prese il potere e mise al bando i Lupi Grigi e il MHP: in seguito a questa ondata repressiva in patria, i leader del movimento si rifugiarono in Germania, Francia e Austria, dove si dedicarono prevalentemente al traffico di eroina e alle rapine. Nel 1978 venne fondata (come “associazione senza fini di lucro e di promozione sociale” a supporto degli emigranti turchi in Germania Ovest) l’ADÜTDF (Almanya Demokratik Ülkücü Türk Dernekleri Federasyonu, Federazione delle Associazioni Idealiste Democratiche Turche in Germania), una vera e propria organizzazione ombrello dell’MHP e dei Lupi Grigi all'estero con sede a Francoforte sul Meno, di cui divenne presidente Musa Sedar Çelebi, che venne arrestato e poi assolto dalla magistratura italiana per aver fornito all’attentatore di papa Giovanni Paolo II, Ali Ağca, denaro e supporto logistico per il suo viaggio a Roma.
Sono maturati anche forti sospetti circa la partecipazione dei Lupi Grigi alla controguerriglia (in turco: Kontrgerilla), il nodo anatolico della rete Gladio, un'organizzazione di tipo stay-behind ispirata e articolata in chiave anticomunista dalla CIA e dalla NATO, in collaborazione con gli Stati dell'Europa occidentale, al fine di impedire con qualsiasi mezzo ai partiti comunisti di raggiungere il potere con i mezzi democratici (operazioni sotto falsa bandiera, attentati, propaganda, diffamazione).
Negli anni '80 la ramificazione dei Lupi Grigi nelle comunità di emigrazione turca in Germania, in Austria, in Svizzera e nei Paesi Bassi ha permesso loro di gestire moschee e organizzazioni commerciali nelle principali città industriali di quei Paesi, ma anche di impiantare una rete distributiva di eroina necessaria per finanziare l'attività politica e l'acquisto di armi. Nel 1987 il movimento uscì dalla clandestinità con la fine della dittatura militare di Evren in Turchia.
Sotto Devlet Bahçeli, che ha assunto la leadership dell'MHP e dei Lupi Grigi dopo la morte di Türkeş nel 1997, il movimento si è spostato su posizioni più moderate e ha appoggiato fortemente il Primo ministro Recep Tayyip Erdoğan.
Da una costola del movimento è sorto il gruppo ultra-nazionalista Nizami Alem ("l'ordine dell'universo"), attivo nel fornire aiuti agli indipendentisti ceceni e legato alle organizzazioni fondamentaliste libanesi.

## Cipro
A Cipro l'espressione fu usata per indicare i militanti dell'organizzazione paramilitare turco-cipriota del Movimento di Resistenza Turco, creata per il conseguimento del Taksim (spartizione dell'isola), che appoggiò l'invasione turca di Cipro nel 1974.

## Influenza culturale
Nel romanzo del 2003 L'Empire des loups ("L'impero dei lupi") di Jean-Christophe Grangé i Lupi Grigi sono coinvolti nell'omicidio di tre donne di origine turca in Francia. Dal romanzo di Grangè è stato tratto l'omonimo film (2005), diretto da Chris Nahon.

## Sport
Il 2 luglio 2024, durante la partita Austria-Turchia, valida per gli ottavi degli europei di calcio, il calciatore Merih Demiral ha scatenato un caso diplomatico a seguito della sua esultanza nella quale ha mimato il gesto dei lupi grigi. Il gesto costó al giocatore turco la squalifica nelle due giornate successive, che non gli permise di giocare la partita dei quarti di finale persa dalla Turchia contro l'Olanda.